# 尼摩船长
尼摩船长（法語：Capitaine Nemo）是科幻小说《海底两万里》、《神秘岛》与戏剧《非凡航程》中的虚构角色，为印度摩诃罗阇之子，称达卡王子（法語：Prince Dakkar），青年时离开印度前往欧洲学习，后回国参与反英起义，起义失败并遭到通緝后设计鹦鹉螺号，与二十余位朋友前往海底隐居。
在《海底两万里》中，并未披露尼摩船长的国籍。有关他在设计鹦鹉螺号在海底隐居前的生活及身世，均于《神秘岛》中他临终前会见赛勒斯·史密斯等因战乱流落于林肯岛上的人时所说。由于他的亲属亡于英国殖民者之手，故他一生痛恨帝国主义。

## 生平
《海底两万里》中仅提供了极少的细节，有关他身世的介绍，大多在《神秘岛》中他临终前通过林肯岛上的电报机联系流落于此岛的赛勒斯·史密斯等人时所说。
他出生于印度本德尔肯德，为摩诃罗阇之子，亦为迈索尔王国穆斯林苏丹法塔赫阿里汗提普的后裔，称达卡王子。在1857年印度起义中，他的亲人均被英国殖民者杀害。自此他投入科学研究中，利用产自多个国家的零件设计了鹦鹉螺号，化名尼摩船长，并与二十余位好友隐居海底。他与船员们在维哥湾海战中的西班牙珍宝船队之类的海底沉船中收集金条，并声称“对陆地上的事务不感兴趣”。但他仍会帮助他人，如向克里特岛起义之参与者提供财宝以帮助其反对土耳其殖民者、拯救潜水寻找珍珠时遭到鲨鱼袭击的锡兰人与泰米尔人及秘密帮助被困于林肯岛上的漂流者等。
在他首次遇到落水的阿龙纳斯教授等人时，他们以拉丁语、法语、英语与德语和他交谈，事后他称这些语言他样样精通。阿龙纳斯教授同时夸赞了他的法语，称他“可以非常轻松地表达，没有任何方言余韵”。鹦鹉螺号上的图书馆、休息室和艺术收藏品均可体现他十分熟悉欧洲文化与管风琴。
他在临死前对前来探望的赛勒斯·史密斯等人立下遗嘱，要求把他葬于鹦鹉螺号上，并让鹦鹉螺号与他共同沉入海底。

## 外貌
阿龙纳斯教授首次遇到尼摩船长时，这样评价：
|  | 他的身材高大，前额宽阔，鼻子笔直，嘴唇平正，牙齿齐整，两手细长，用手相学家的话来说，特别“精灵”。也就是说，正好配得上他富有情感的心灵。他可能是我从来没有碰见过的最完美的人型。更有一个细微的特征，他的两个眼睛，彼此隔开略远一些，可以把整个一方景色同时收入眼帘中。这一特点——我在以后证实了——这使他的眼力比尼德·兰的还要高强。 |

## 身份
尼摩船长在《海底两万里》的早期草稿中的身份为波兰贵族什拉赫塔，但作者儒勒·凡尔纳的编辑认为此身份可能会冒犯当时法国的主要盟友俄罗斯帝国，并使《海底两万里》无法在该国销售，所以坚决要求凡尔纳修改小说。